# Kepler-11 d
Kepler-11d — одна из экзопланет, открытых телескопом «Кеплер»

## Характеристика
Масса Kepler-11d оценивается в 0,0192+0,0098
-0,0053 масс Юпитера (6,1+3,1
-1,7 масс Земли), радиус — в 0,307 ± 0,029 радиусов Юпитера (3,43 ± 0,32 радиусов Земли), что приводит к средней плотности всего 0,9+0,5
-0,3 г/см3. Низкая средняя плотность говорит о преимущественно ледяном составе этой планеты с протяжённой водородно-гелиевой атмосферой. Она расположена на расстоянии 0,159 ± 0,005 а.е. от своей звезды и делает один оборот вокруг неё за 22,6872 ± 0,0002 земных суток.